# Hai (Bootsklasse)
Hai oder Requin (französisch für Hai) ist eine Bootsklasse aus Finnland (zuerst schwedisch haj oder hajbåt, heute auch finnisch hai oder haivene). Die Einheitsklasse HAI ist ein Kielboot mit einer Slup- oder Bermuda-Takelung. Die Yacht wurde 1930 von dem finnlandschwedischen Yachtkonstrukteur Gunnar Stenbäck als ein preiswertes Regatta- und Fahrtensegelboot entworfen. Es entwickelte sich zu einer populären kleinen Yacht in Finnland und Frankreich.

## Geschichte

Segelriss: Hai (Requin)

In den 1920er Jahren waren Einheitsklassen relativ selten und verschiedene Konstruktionsklassen beherrschten das Regattasegeln, so dass der Entwurf und der Bau dieser Yachten sehr kostspielig war. Viele Spitzensegler und Yachtkonstrukteure in den Nordischen Länder hatten wegen dieser hohen Kosten Sorge um die Zukunft ihres Sports. Stenbäck setzte sich sehr für Einheitsklassen ein und argumentierte, dass nur so die Kosten des Regattasegelns niedrig zu halten seien. Als Antwort brachte er den Entwurf Hai (heute Hai 960) unter Verwendung besonders preiswerter Materialien (Nordische Kiefer und Eiche, eisernen Ballast anstelle von Bleiballast) und eine relativ kleine Segelfläche, so dass teure Winschen nicht benötigt wurden. Der Kiel war lang und flach, um Sicherheit im felsigen Schärenmeer zu gewährleisten.

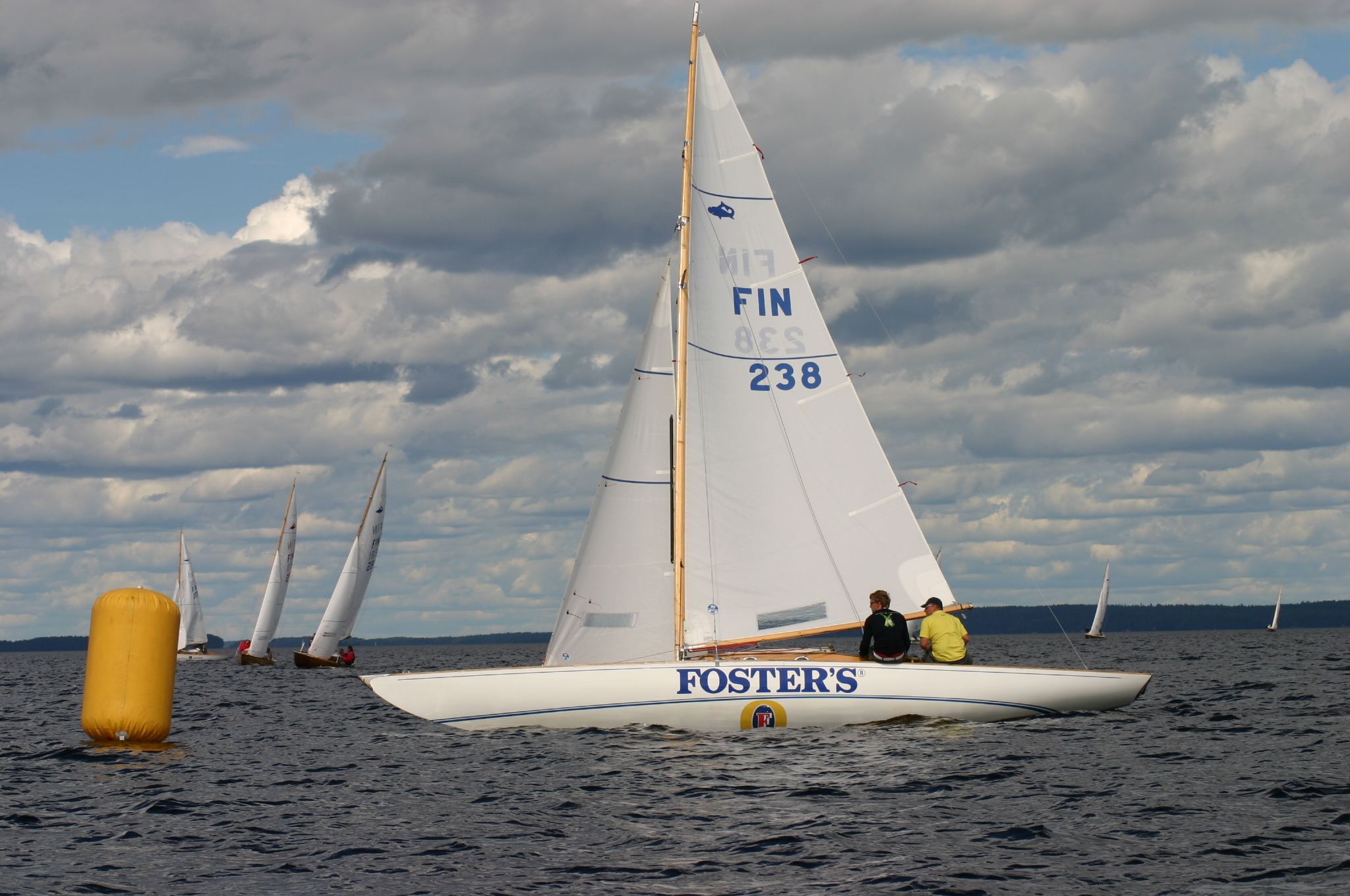
Finnische Hai-Yachten während einer Regatta

Stenbäck präsentierte seinen Entwurf der Hai-Yacht im Jahr 1930. Das erste Boot wurde der Öffentlichkeit ein Jahr später vorgestellt. Der Entwurf wurde sehr schnell sehr populär und viele Bootswerften begannen diese Bootsklasse zu bauen. Besonders der Yachtclub Helsingfors Segelsällskap (HSS) in Helsinki (schwedisch Helsingfors) förderte den Aufschwung dieser Bootsklasse vor den Zweiten Weltkrieg. Es wurden auch Boote exportiert, ungefähr 100 Boote nach Frankreich, 30 in die USA und auch einige nach Deutschland, Schweden und andere nordische Länder.
Die Klassenvorschriften in Finnland bremsten die Weiterverbreitung der Klasse, und eine internationale Klassenvereinigung wurde nicht gegründet. Nach dem Zweiten Weltkrieg entstand außerdem Konkurrenz mit dem Folkeboot und dem Drachen, deren internationalen Status die Hai-Klasse nie erreichte. Allerdings blieb der Hai bis in die 1960er Jahre die größte Kielbootklasse in Finnland, als er vom H-Boot verdrängt wurde. Die Etablierung dieser neuen Bootsklasse, entworfen von Hans Groop, wurde ebenfalls durch die Helsingfors Segelsällskap angeregt. Der Hai blieb trotzdem eine aktive Bootsklasse mit Neubauten, allerdings mit stark abnehmender Zahl. In Finnland insgesamt 290 Boote registriert. Der finnische Hai bleibt ziemlich einzigartig, weil er sich stark an die ursprüngliche Form mit hölzernem Rumpf und Masten anlehnt – Boote aus GFK sind nicht erlaubt.

## Französische Requin

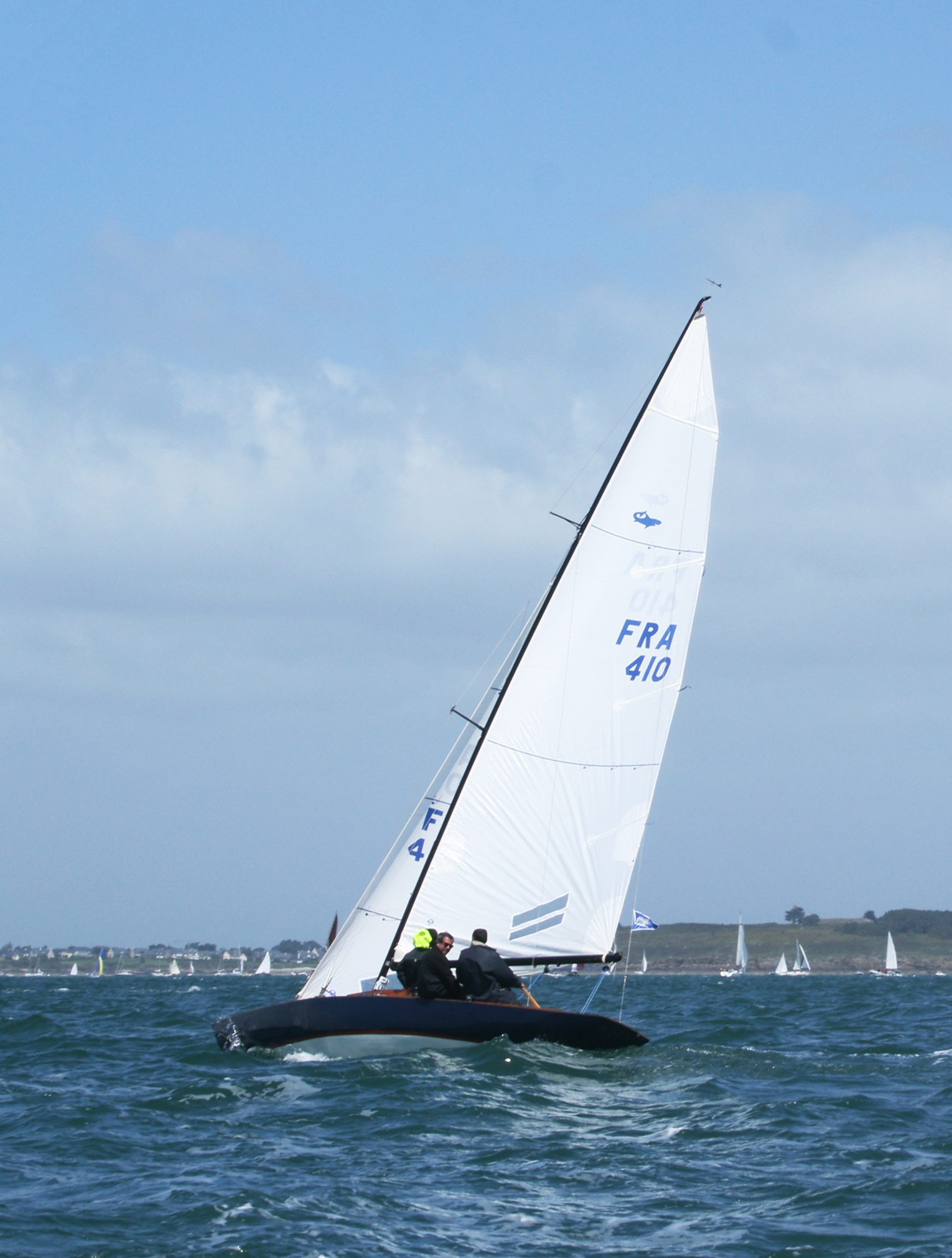
Französische Requin-Yacht mit Mast aus Aluminium

In Frankreich hat das Boot unter dem Namen Requin eine große Anhängerschaft gewonnen und heute gibt es etwa 500 registrierte Yachten. Aufgrund des Fehlens einer internationalen Klassenvereinigung hat sich der Typ Requin unabhängig von der finnischen Bootsklasse Hai entwickelt. Kunststoff ist heute als Baumaterial für den Rumpf erlaubt und ebenso Aluminium als Material für den Mast. Die Segelfläche ist mit 22,1 m² für das Großsegel und 6,93 m² für die Fock ebenfalls signifikant größer. Auch ein Genua-Segel ist auf einem Requin erlaubt.

## Hai 2000
Der Typ Hai 2000 ist eine modernisierte Hai-Variante mit einem Rumpf aus Kunststoff (GFK) von Ingmar Björndahl und Nils-Erik Bjurström. Er basiert auf dem Requin und einem Mast aus Aluminium. Das Großsegel hat 16,5 m², die Fock 9,5 m² und der Spinnaker 36 m². Einige hölzerne Hai-Boote sind ebenfalls für die Hai-2000-Klasse umgeriggt worden.

## Internationale Wettbewerbe
Die Hai-Klasse war nie eine führende internationale Wettbewerbsklasse. Einige Regatten zwischen Schiffen unterschiedlicher Länder gab es, insbesondere in den 1930er Jahren, als die Boote in den nordischen Ländern populär wurden. In den letzten Jahren gab es Regatten mit wettbewerbsfähigen Booten aus Finnland, Deutschland und Frankreich.